# Alioramus remotus
Alioramus remotus ("rama diferente remota") es una especie y tipo del género Alioramus de dinosaurio terópodo tiranosauroide, que vivió a finales del período Cretácico, hace aproximadamente entre 75 a 70 millones de años, en el Campaniense, en Asia.